# Friedrich Ancillon
Johann Peter Friedrich Ancillon (1767 – 1837) è stato un politico prussiano.
Discendente da una famiglia di tradizione calvinista, predicò a Berlino e insegnò storia all'Accademia militare dal 1792 al 1837.
Deputato dal 1814, nel 1832 divenne ministro degli Esteri di Prussia. Contrastò la Germania e ne limitò i diritti con il protocollo di Vienna nel 1834.

## Opere
- Mélanges de littérature et de philosophie (Berlin 1801, 2 vol.; 3. Auflage 1823);
- Tableau des révolutions du système politique de l'Europe depuis la fin du XVème siècle (Paris 1803-1805, 4 vol.);
- Friedrich Ancillon's Darstellung der wichtigsten Veränderungen im Staatensysteme von Europa seit dem Ende des fünfzehnten Jahrhunderts (Berlin 1804-1806, 3 vol., traduzione di D. Friedrich Mann);
- Über Souveränität und Staatsverfassung (Berlin 1816);
- Über Staatswissenschaft (Berlin 1819);
- Über Glauben und Wissen in der Philosophie (Berlin 1824).;
- Nouveaux essais de politique et de philosophie (Berlin 1824, 2 vol.);
- Über den Geist der Staatsverfassungen und dessen Einfluß auf die Gesetzgebung (Berlin 1825; nuova edizione francese, Paris 1850);
- Pensées sur l'homme, ses rapports et intérêts (Berlin 1829, 2 vol.);